# 1458 Mineura
1458 Mineura (1937 RC) là một tiểu hành tinh vành đai chính được phát hiện ngày 1 tháng 9 năm 1937 bởi F. Rigaux ở Uccle.